# تیراندازی در المپیک تابستانی ۱۹۳۶
تیراندازی در بازی‌های المپیک تابستانی ۱۹۳۶ نام رویداد ورزش تیراندازی در بازی‌های المپیک تابستانی بود که در سال ۱۹۳۶ برگزار شد.

## جدول مدال‌ها
| رتبه | کشور           | طلا | نقره | برنز | مجموع |
| ۱    | آلمان (GER)    | ۱   | ۲    | ۰    | ۳     |
| ۲    | سوئد (SWE)     | ۱   | ۰    | ۱    | ۲     |
| ۳    | نروژ (NOR)     | ۱   | ۰    | ۰    | ۱     |
| ۴    | مجارستان (HUN) | ۰   | ۱    | ۰    | ۱     |
| ۵    | فرانسه (FRA)   | ۰   | ۰    | ۱    | ۱     |
| ۵    | لهستان (POL)   | ۰   | ۰    | ۱    | ۱     |

## کشورهای شرکت کننده
در مجموع ۱۴۰ ورزشکار از ۲۹ کشور در این مسابقات به رقابت با یک دیگر پرداختند.
| - آرژانتین (۵) - اتریش (۳) - بلژیک (۳) - برزیل (۴) - بلغارستان (۱) - شیلی (۳) - چکسلواکی (۷) - دانمارک (۶) - مصر (۱) - فنلاند (۸) - فرانسه (۸) - آلمان (۹) - یونان (۷) - مجارستان (۸) - ایتالیا (۹) |  | - لتونی (۳) - لیختن‌اشتاین (۳) - مکزیک (۵) - موناکو (۶) - هلند (۴) - نروژ (۴) - پرو (۱) - فیلیپین (۲) - لهستان (۶) - پرتغال (۶) - رومانی (۴) - سوئد (۷) - ایالات متحده آمریکا (۶) - یوگسلاوی (۱) |